# Ґоссес-Блафф (кратер)

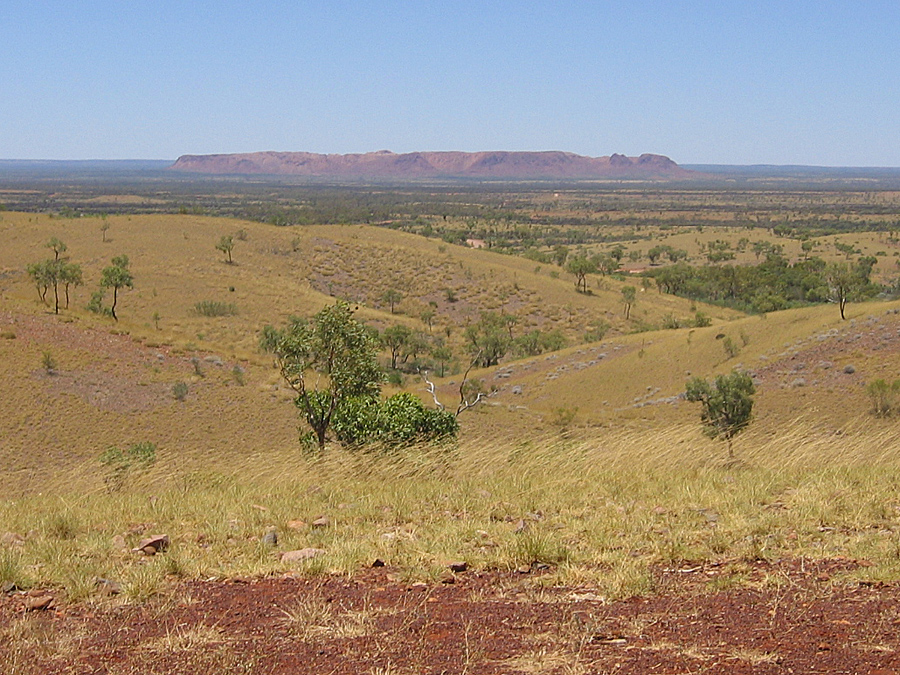
Ґоссес-Блафф з півночі, приблизно за 30 кілометрів

23°49′15″ пд. ш. 132°18′28″ сх. д. / 23.820833333333° пд. ш. 132.30777777778° сх. д.
Ґоссес-Блафф — структура в Австралії, що вважається залишком метеоритного кратера.
Розташований на півдні Північної території, недалеко від центру Австралії, близько 175 км на захід від Аліс-Спрингс і близько 212 км на північний схід від Улуру (Айєрс-Рок). Вважають, що кратер утворений ударом астероїда або комети приблизно 142,5 ± 0,8 млн років тому (рання крейда) — дуже близько до юрсько-крейдяної межі. За оцінками, первісний кратер мав близько 22 км в діаметрі, але був зруйнований. Досі помітна структура діаметром 5 км і висотою 180 м інтерпретується як залишок центральної гірки кратера. Ударне походження цієї структури було вперше запропоноване у 1960-х роках. Найпереконливішими доказами цього є велика кількість конусів розтріскування. У минулому в кратері проводилась розвідка нафти; поблизу його центру знаходяться дві занедбані розвідувальні свердловини.